# Selezioni giovanili della nazionale femminile di pallavolo della Lituania
Le selezioni giovanili della nazionale femminile di pallavolo della Lituania sono gestite dalla federazione pallavolistica della Lituania (LTF) e partecipano ai tornei pallavolistici internazionali per squadre nazionali femminili limitatamente a specifiche classi d'età.

## Under 22
La selezione nazionale under 22 rappresenta la Lituania nelle competizioni internazionali dove il limite di età è di 22 anni.
Non ha mai preso parte ad alcun torneo ufficiale.

## Under 21
La selezione nazionale under 21 rappresenta la Lituania nelle competizioni internazionali dove il limite di età è di 21 anni.
Non ha mai preso parte ad alcun torneo ufficiale.

## Under 20
La selezione nazionale under 20 rappresenta la Lituania nelle competizioni internazionali dove il limite di età è di 20 anni.
Non ha mai preso parte ad alcun torneo ufficiale.

## Under 19
La selezione nazionale under 19 rappresenta la Lituania nelle competizioni internazionali dove il limite di età è di 19 anni.
Non ha mai preso parte ad alcun torneo ufficiale.

## Under 18
La selezione nazionale under 18 rappresenta la Lituania nelle competizioni internazionali dove il limite di età è di 18 anni.
| Campionato europeo | Campionato europeo |
| Edizione           | Piazzamento        |
| ------------------ | ------------------ |
| 1995               | non qualificata    |
| 1997               | non qualificata    |
| 1999               | non qualificata    |
| 2001               | non qualificata    |
| 2003               | non qualificata    |
| 2005               | non qualificata    |
| 2007               | non qualificata    |
| 2009               | non qualificata    |
| 2011               | non qualificata    |
| 2013               | non qualificata    |
| 2015               | non qualificata    |
| 2017               | non qualificata    |
| 2024               | 16º posto          |

## Under 17
La selezione nazionale under 17 rappresenta la Lituania nelle competizioni internazionali dove il limite di età è di 17 anni.
Non ha mai preso parte ad alcun torneo ufficiale.

## Under 16
La selezione nazionale under 16 rappresenta la Lituania nelle competizioni internazionali dove il limite di età è di 16 anni.
| Campionato europeo | Campionato europeo |
| Edizione           | Piazzamento        |
| ------------------ | ------------------ |
| 2017               | non qualificata    |
| 2019               | non qualificata    |
| 2021               | non qualificata    |
| 2025               | 14º posto          |